# IZAL
IZAL és un grup de música pop-rock i indie rock originari de Madrid, format per Mikel Izal (cantant i compositor), al davant d'una formació que completen Alejandro Jordá (bateria), Emanuel Pérez "Gato" (baix), Alberto Pérez (guitarres) i Iván Mella (teclats).
La varietat estilística de les seves cançons és el reflex de les seves diverses influències, com Standstill, Mumford & Sons, Two Door Cinema Club, Love of Lesbian, entre d'altres.

## Discografia

### EP
- Teletransporte (2010)

### Àlbums
- Magia y efectos especiales (2012)
- Agujeros de gusano (2013)
- Copacabana (2015)
- VIVO (2017)
- Autoterapia (2018)
- Hogar (2021)